# Список астероїдів (8101—8200)
| Назва                                | Тимчасове позначення | Дата відкриття    | Місце відкриття                     | Відкривач                                              |
| ------------------------------------ | -------------------- | ----------------- | ----------------------------------- | ------------------------------------------------------ |
| 8101 Ясуе (Yasue)                    | 1993 XK1             | 15 грудня 1993    | Обсерваторія Оїдзумі                | Такао Кобаяші                                          |
| 8102 Йосікадзу (Yoshikazu)           | 1994 AQ2             | 14 січня 1994     | Обсерваторія Оїдзумі                | Такао Кобаяші                                          |
| 8103 Фермі (Fermi)                   | 1994 BE              | 19 січня 1994     | Фарра-д'Ізонцо                      | Фарра-д'Ізонцо                                         |
| 8104 Кумаморі (Kumamori)             | 1994 BW4             | 19 січня 1994     | Обсерваторія Оїдзумі                | Такао Кобаяші                                          |
| (8105) 1994 WH2                      | 1994 WH2             | 28 листопада 1994 | Обсерваторія Кушіро                 | Сейджі Уеда, Хіроші Канеда                             |
| 8106 Карпіно (Carpino)               | 1994 YB              | 23 грудня 1994    | Сормано                             | Марко Каваня, Пієро Сіколі                             |
| (8107) 1995 BR4                      | 1995 BR4             | 31 січня 1995     | Обсерваторія Наті-Кацуура           | Йошісада Шімідзу, Такеші Урата                         |
| 8108 Віланд (Wieland)                | 1995 BC16            | 30 січня 1995     | Обсерваторія Карла Шварцшильда      | Ф. Бернґен                                             |
| (8109) 1995 DU1                      | 1995 DU1             | 25 лютого 1995    | Огляд Каталіна                      | Карл Гердженротер                                      |
| 8110 Гет (Heath)                     | 1995 DE2             | 27 лютого 1995    | Обсерваторія Оїдзумі                | Такао Кобаяші                                          |
| 8111 Оеплі (Hoepli)                  | 1995 GE              | 2 квітня 1995     | Сормано                             | А. Теста, В. Джуліані                                  |
| 8112 Сезі (Cesi)                     | 1995 JJ              | 3 травня 1995     | Обсерваторія Санта-Лючія Стронконе  | Обсерваторія Санта-Лючія Стронконе                     |
| 8113 Мацуе (Matsue)                  | 1996 HD1             | 21 квітня 1996    | Яцука                               | Роберт Макнот, Хіросі Абе                              |
| 8114 Лафкадіо (Lafcadio)             | 1996 HZ1             | 24 квітня 1996    | Яцука                               | Хіросі Абе                                             |
| 8115 Сакабе (Sakabe)                 | 1996 HB2             | 24 квітня 1996    | Моріяма (Сіґа)                      | Роберт Макнот, Ясукадзу Ікарі                          |
| 8116 Жанперрен (Jeanperrin)          | 1996 HA15            | 17 квітня 1996    | Обсерваторія Ла-Сілья               | Ерік Вальтер Ельст                                     |
| 8117 Юаньлунпін (Yuanlongping)       | 1996 SD1             | 18 вересня 1996   | Станція Сінлун                      | SCAP                                                   |
| (8118) 1996 WG3                      | 1996 WG3             | 26 листопада 1996 | Станція Сінлун                      | SCAP                                                   |
| (8119) 1997 TP25                     | 1997 TP25            | 12 жовтня 1997    | Станція Сінлун                      | SCAP                                                   |
| 8120 Коуб (Kobe)                     | 1997 VT              | 2 листопада 1997  | Яцука                               | Хіросі Абе                                             |
| 8121 Альтдорфер (Altdorfer)          | 2572 P-L             | 24 вересня 1960   | Паломарська обсерваторія            | К. Й. ван Гаутен, І. ван Гаутен-Ґроневельд, Т. Герельс |
| 8122 Гольбейн (Holbein)              | 4038 P-L             | 24 вересня 1960   | Паломарська обсерваторія            | К. Й. ван Гаутен, І. ван Гаутен-Ґроневельд, Т. Герельс |
| 8123 Каналетто (Canaletto)           | 3138 T-1             | 26 березня 1971   | Паломарська обсерваторія            | К. Й. ван Гаутен, І. ван Гаутен-Ґроневельд, Т. Герельс |
| 8124 Ґварді (Guardi)                 | 4370 T-1             | 26 березня 1971   | Паломарська обсерваторія            | К. Й. ван Гаутен, І. ван Гаутен-Ґроневельд, Т. Герельс |
| 8125 Tyndareus                       | 5493 T-2             | 30 вересня 1973   | Паломарська обсерваторія            | К. Й. ван Гаутен, І. ван Гаутен-Ґроневельд, Т. Герельс |
| 8126 Чанвайнам (Chanwainam)          | 1966 BL              | 20 січня 1966     | Обсерваторія Цзицзіньшань           | Обсерваторія Червона Гора                              |
| 8127 Беф (Beuf)                      | 1967 HA              | 27 квітня 1967    | Астрономічний комплекс Ель-Леонсіто | Карлос Сеско                                           |
| 8128 Нікомах (Nicomachus)            | 1967 JP              | 6 травня 1967     | Астрономічний комплекс Ель-Леонсіто | Карлос Сеско, А. Р. Клемола                            |
| 8129 Michaelbusch                    | 1975 SK1             | 30 вересня 1975   | Паломарська обсерваторія            | Ш. Дж. Бас                                             |
| 8130 Зееберґ (Seeberg)               | 1976 DJ1             | 27 лютого 1976    | Обсерваторія Карла Шварцшильда      | Ф. Бернґен                                             |
| 8131 Скенлон (Scanlon)               | 1976 SC              | 27 вересня 1976   | Паломарська обсерваторія            | Е. Гелін                                               |
| 8132 Вітгінзбург (Vitginzburg)       | 1976 YA6             | 18 грудня 1976    | КрАО                                | Черних Людмила Іванівна                                |
| 8133 Таканотьоей (Takanochoei)       | 1977 DX3             | 18 лютого 1977    | Обсерваторія Кісо                   | Хірокі Косаї, Кіїтіро Фурукава                         |
| 8134 Мінін (Minin)                   | 1978 SQ7             | 26 вересня 1978   | КрАО                                | Журавльова Людмила Василівна                           |
| (8135) 1978 VP10                     | 1978 VP10            | 7 листопада 1978  | Паломарська обсерваторія            | Е. Гелін, Ш. Дж. Бас                                   |
| (8136) 1979 MH2                      | 1979 MH2             | 25 червня 1979    | Обсерваторія Сайдинг-Спрінг         | Е. Гелін, Ш. Дж. Бас                                   |
| 8137 Квіз (Kviz)                     | 1979 SJ              | 19 вересня 1979   | Обсерваторія Клеть                  | Обсерваторія Клеть                                     |
| (8138) 1980 FF12                     | 1980 FF12            | 20 березня 1980   | Пертська обсерваторія               | Пертська обсерваторія                                  |
| 8139 Полабелл (Paulabell)            | 1980 UM1             | 31 жовтня 1980    | Паломарська обсерваторія            | Ш. Дж. Бас                                             |
| 8140 Гардерсен (Hardersen)           | 1981 EO15            | 1 березня 1981    | Обсерваторія Сайдинг-Спрінг         | Ш. Дж. Бас                                             |
| 8141 Ніколаєв (Nikolaev)             | 1982 SO4             | 20 вересня 1982   | КрАО                                | Микола Черних                                          |
| 8142 Золотов (Zolotov)               | 1982 UR6             | 20 жовтня 1982    | КрАО                                | Карачкіна Людмила Георгіївна                           |
| 8143 Незвал (Nezval)                 | 1982 VN              | 11 листопада 1982 | Обсерваторія Клеть                  | Антонін Мркос                                          |
| 8144 Хірагагеннаї (Hiragagennai)     | 1982 VY2             | 14 листопада 1982 | Обсерваторія Кісо                   | Хірокі Косаї, Кіїтіро Фурукава                         |
| 8145 Валуйки (Valujki)               | 1983 RY4             | 5 вересня 1983    | КрАО                                | Журавльова Людмила Василівна                           |
| 8146 Джимбел (Jimbell)               | 1983 WG              | 28 листопада 1983 | Станція Андерсон-Меса               | Едвард Бовелл                                          |
| 8147 Колмангокінс (Colemanhawkins)   | 1984 SU3             | 28 вересня 1984   | Станція Андерсон-Меса               | Браян Скіфф                                            |
| (8148) 1985 CR2                      | 1985 CR2             | 15 лютого 1985    | Обсерваторія Ла-Сілья               | Анрі Дебеонь                                           |
| 8149 Руфф (Ruff)                     | 1985 JN1             | 11 травня 1985    | Паломарська обсерваторія            | Керолін Шумейкер, Юджин Шумейкер                       |
| 8150 Калуга (Kaluga)                 | 1985 QL4             | 24 серпня 1985    | КрАО                                | Черних Микола Степанович                               |
| 8151 Андранада (Andranada)           | 1986 PK6             | 12 серпня 1986    | КрАО                                | Журавльова Людмила Василівна                           |
| (8152) 1986 VY                       | 1986 VY              | 3 листопада 1986  | Обсерваторія Клеть                  | Антонін Мркос                                          |
| (8153) 1986 WO1                      | 1986 WO1             | 25 листопада 1986 | Обсерваторія Клеть                  | Антонін Мркос                                          |
| 8154 Шталь (Stahl)                   | 1988 CQ7             | 15 лютого 1988    | Обсерваторія Ла-Сілья               | Ерік Вальтер Ельст                                     |
| 8155 Батталіні (Battaglini)          | 1988 QA              | 17 серпня 1988    | Обсерваторія Сан-Вітторе            | Обсерваторія Сан-Вітторе                               |
| 8156 Цукада (Tsukada)                | 1988 TR              | 13 жовтня 1988    | Обсерваторія Кітамі                 | Кін Ендате, Кадзуро Ватанабе                           |
| (8157) 1988 XG2                      | 1988 XG2             | 15 грудня 1988    | Обсерваторія Ґекко                  | Йошіакі Ошіма                                          |
| 8158 Гердер (Herder)                 | 1989 UH7             | 23 жовтня 1989    | Обсерваторія Карла Шварцшильда      | Ф. Бернґен                                             |
| 8159 Фукуока (Fukuoka)               | 1990 BE1             | 24 січня 1990     | Обсерваторія Кітамі                 | Кін Ендате, Кадзуро Ватанабе                           |
| (8160) 1990 MG                       | 1990 MG              | 21 червня 1990    | Паломарська обсерваторія            | Генрі Гольт                                            |
| 8161 Ньюман (Newman)                 | 1990 QP3             | 19 серпня 1990    | Гарвардська обсерваторія            | Обсерваторія Ок-Ридж                                   |
| (8162) 1990 SK11                     | 1990 SK11            | 16 вересня 1990   | Паломарська обсерваторія            | Генрі Гольт                                            |
| 8163 Ісідзакі (Ishizaki)             | 1990 UF2             | 27 жовтня 1990    | Обсерваторія Ґейсей                 | Тсутому Секі                                           |
| 8164 Андреасдопплер (Andreasdoppler) | 1990 UO3             | 16 жовтня 1990    | Обсерваторія Ла-Сілья               | Ерік Вальтер Ельст                                     |
| 8165 Ґнадіґ (Gnadig)                 | 1990 WQ3             | 21 листопада 1990 | Обсерваторія Ла-Сілья               | Ерік Вальтер Ельст                                     |
| 8166 Бучинський (Buczynski)          | 1991 AH1             | 12 січня 1991     | Стейкенбрідж                        | Браян Маннінґ                                          |
| 8167 Ішіі (Ishii)                    | 1991 CM3             | 14 лютого 1991    | Обсерваторія Кітамі                 | Кін Ендате, Кадзуро Ватанабе                           |
| 8168 Роджербурк (Rogerbourke)        | 1991 FK1             | 18 березня 1991   | Паломарська обсерваторія            | Е. Гелін                                               |
| 8169 Мірабо (Mirabeau)               | 1991 PO2             | 2 серпня 1991     | Обсерваторія Ла-Сілья               | Ерік Вальтер Ельст                                     |
| (8170) 1991 PZ11                     | 1991 PZ11            | 7 серпня 1991     | Паломарська обсерваторія            | Генрі Гольт                                            |
| 8171 Штауффенберґ (Stauffenberg)     | 1991 RV3             | 5 вересня 1991    | Обсерваторія Карла Шварцшильда      | Ф. Бернґен, Лутц Шмадель                               |
| (8172) 1991 RP15                     | 1991 RP15            | 15 вересня 1991   | Паломарська обсерваторія            | Генрі Гольт                                            |
| (8173) 1991 RX23                     | 1991 RX23            | 11 вересня 1991   | Паломарська обсерваторія            | Генрі Гольт                                            |
| (8174) 1991 SL2                      | 1991 SL2             | 17 вересня 1991   | Паломарська обсерваторія            | Генрі Гольт                                            |
| 8175 Боєргааве (Boerhaave)           | 1991 VV5             | 2 листопада 1991  | Обсерваторія Ла-Сілья               | Ерік Вальтер Ельст                                     |
| (8176) 1991 WA                       | 1991 WA              | 29 листопада 1991 | Обсерваторія Сайдинг-Спрінг         | Роберт Макнот                                          |
| (8177) 1992 BO                       | 1992 BO              | 28 січня 1992     | Обсерваторія Кушіро                 | Сейджі Уеда, Хіроші Канеда                             |
| (8178) 1992 DQ10                     | 1992 DQ10            | 29 лютого 1992    | Обсерваторія Ла-Сілья               | UESAC                                                  |
| (8179) 1992 EA7                      | 1992 EA7             | 1 березня 1992    | Обсерваторія Ла-Сілья               | UESAC                                                  |
| (8180) 1992 PY2                      | 1992 PY2             | 6 серпня 1992     | Паломарська обсерваторія            | Генрі Гольт                                            |
| 8181 Россіні (Rossini)               | 1992 ST26            | 28 вересня 1992   | КрАО                                | Журавльова Людмила Василівна                           |
| 8182 Акіта (Akita)                   | 1992 TX              | 1 жовтня 1992     | Обсерваторія Кітамі                 | Масаюкі Янаї, Кадзуро Ватанабе                         |
| (8183) 1992 UE3                      | 1992 UE3             | 22 жовтня 1992    | Обсерваторія Кушіро                 | Сейджі Уеда, Хіроші Канеда                             |
| 8184 Людерік (Luderic)               | 1992 WL              | 16 листопада 1992 | Обсерваторія Кушіро                 | Сейджі Уеда, Хіроші Канеда                             |
| (8185) 1992 WR2                      | 1992 WR2             | 18 листопада 1992 | Обсерваторія Кушіро                 | Сейджі Уеда, Хіроші Канеда                             |
| (8186) 1992 WP3                      | 1992 WP3             | 17 листопада 1992 | Обсерваторія Дінік                  | Ацуші Суґіе                                            |
| 8187 Акірамісава (Akiramisawa)       | 1992 XL              | 15 грудня 1992    | Обсерваторія Кійосато               | Сатору Отомо                                           |
| 8188 Океґая (Okegaya)                | 1992 YE3             | 18 грудня 1992    | Обсерваторія Кані                   | Йосікане Мідзуно, Тошімата Фурута                      |
| 8189 Наруке (Naruke)                 | 1992 YG3             | 30 грудня 1992    | Окутама                             | Цуному Хіокі, Шудзі Хаякава                            |
| 8190 Буґер (Bouguer)                 | 1993 ON9             | 20 липня 1993     | Обсерваторія Ла-Сілья               | Ерік Вальтер Ельст                                     |
| 8191 Мерсенн (Mersenne)              | 1993 OX9             | 20 липня 1993     | Обсерваторія Ла-Сілья               | Ерік Вальтер Ельст                                     |
| 8192 Тонуччі (Tonucci)               | 1993 RB              | 10 вересня 1993   | Обсерваторія Санта-Лючія Стронконе  | Обсерваторія Санта-Лючія Стронконе                     |
| 8193 Сяурро (Ciaurro)                | 1993 SF              | 17 вересня 1993   | Обсерваторія Санта-Лючія Стронконе  | Обсерваторія Санта-Лючія Стронконе                     |
| 8194 Сатаке (Satake)                 | 1993 SB1             | 16 вересня 1993   | Обсерваторія Кітамі                 | Кін Ендате, Кадзуро Ватанабе                           |
| (8195) 1993 UC1                      | 1993 UC1             | 19 жовтня 1993    | Паломарська обсерваторія            | Е. Гелін                                               |
| (8196) 1993 UB3                      | 1993 UB3             | 16 жовтня 1993    | Паломарська обсерваторія            | Е. Гелін                                               |
| 8197 Мізунохіроші (Mizunohiroshi)    | 1993 VX              | 15 листопада 1993 | Обсерваторія Оїдзумі                | Такао Кобаяші                                          |
| (8198) 1993 VE2                      | 1993 VE2             | 11 листопада 1993 | Обсерваторія Кушіро                 | Сейджі Уеда, Хіроші Канеда                             |
| 8199 Такаґітакео (Takagitakeo)       | 1993 XR              | 9 грудня 1993     | Обсерваторія Оїдзумі                | Такао Кобаяші                                          |
| 8200 Сотен (Souten)                  | 1994 AY1             | 7 січня 1994      | Нюкаса                              | Масанорі Хірасава, Шохеї Судзукі                       |

| Астероїди 1—10000 → |           |           |           |           |           |           |           |           |            |
| 1—100               | 1001—1100 | 2001—2100 | 3001—3100 | 4001—4100 | 5001—5100 | 6001—6100 | 7001—7100 | 8001—8100 | 9001—9100  |
| 101—200             | 1101—1200 | 2101—2200 | 3101—3200 | 4101—4200 | 5101—5200 | 6101—6200 | 7101—7200 | 8101—8200 | 9101—9200  |
| 201—300             | 1201—1300 | 2201—2300 | 3201—3300 | 4201—4300 | 5201—5300 | 6201—6300 | 7201—7300 | 8201—8300 | 9201—9300  |
| 301—400             | 1301—1400 | 2301—2400 | 3301—3400 | 4301—4400 | 5301—5400 | 6301—6400 | 7301—7400 | 8301—8400 | 9301—9400  |
| 401—500             | 1401—1500 | 2401—2500 | 3401—3500 | 4401—4500 | 5401—5500 | 6401—6500 | 7401—7500 | 8401—8500 | 9401—9500  |
| 501—600             | 1501—1600 | 2501—2600 | 3501—3600 | 4501—4600 | 5501—5600 | 6501—6600 | 7501—7600 | 8501—8600 | 9501—9600  |
| 601—700             | 1601—1700 | 2601—2700 | 3601—3700 | 4601—4700 | 5601—5700 | 6601—6700 | 7601—7700 | 8601—8700 | 9601—9700  |
| 701—800             | 1701—1800 | 2701—2800 | 3701—3800 | 4701—4800 | 5701—5800 | 6701—6800 | 7701—7800 | 8701—8800 | 9701—9800  |
| 801—900             | 1801—1900 | 2801—2900 | 3801—3900 | 4801—4900 | 5801—5900 | 6801—6900 | 7801—7900 | 8801—8900 | 9801—9900  |
| 901—1000            | 1901—2000 | 2901—3000 | 3901—4000 | 4901—5000 | 5901—6000 | 6901—7000 | 7901—8000 | 8901—9000 | 9901—10000 |